# Hernán Díaz (escriptor)
|  | Aquest article tracta sobre l'escriptor. Si cerqueu el futbolista argentí, vegeu «Hernán Díaz». |

Hernán Díaz   (Buenos Aires, 1973) és un escriptor. La seva novel·la del 2017 "A l'horitzó" (In the Distance) va ser finalista del Premi Pulitzer de ficció, així com del Premi PEN/Faulkner de ficció. També va rebre un premi Whiting. Per la seva segona novel·la "Fortuna" (Trust), va ser guardonat amb el Premi Pulitzer de ficció 2023.

## Biografia
Díaz va néixer a Buenos Aires (Argentina). Quan tenia dos anys, la seva família es va traslladar a Suècia. La seva família va tornar a l'Argentina quan s'hi va restablir la democràcia. Després d'obtenir una llicenciatura en lletres a la Universitat de Buenos Aires, es va traslladar a Londres per estudiar un màster al King's College.
Diaz es va traslladar a Nova York el 1999. Va rebre el seu doctorat a la Universitat de Nova York assessorat per Avital Ronell i Sylvia Molloy, i va presentar una dissertació sobre un tema que es troba a cavall entre la literatura comparada, la literatura llatinoamericana i la filosofia.

## Carrera
Díaz ha rebut beques del Cullman Center for Scholars and Writers de la Biblioteca Pública de Nova York, el Bellagio Center de la Fundació Rockefeller, MacDowell, Yaddo i l'Ingmar Bergman Estate.
Díaz ha publicat dues novel·les, que s'han publicat en més de 20 idiomes. Els seus assaigs i contes breus s'han publicat a The Paris Review, Granta, Playboy, The Yale Review i McSweeney's.
A part dels seus escrits, és el director associat de l'Institut Hispànic per a les Cultures Llatinoamericanes i Ibèriques de la Universitat de Colúmbia, i és l'editor en cap de la revista en castellà Revista Hispánica Moderna.
El 2019, va guanyar un premi Whiting, que proporciona "50.000 dòlars a cadascun dels deu escriptors emergents de ficció, no ficció, poesia i drama." El premi s'ofereix "segons els criteris d'assoliment de la carrera inicial i la promesa d'una obra literària superior futura".
La seva segona novel·la, "Fortuna" (Trust), que va guanyar el Premi Pulitzer de ficció 2023, va ser nominada també per al Booker Prize 2022. També va ser nomenat un dels "10 millors llibres del 2022" per The Washington Post i The New York Times.

## Obra

### Novel·les
- A l'horitzó (In the distance) (2017). Traducció al català de Josefina Caball: Edicions del Periscopi, Barcelona, 2020 ISBN 978-84-17339-31-9
- Fortuna (Trust) (2022). Traducció al català de Josefina Caball: Edicions del Periscopi, Barcelona, 2023 ISBN 978-84-19332-16-5